# Kill Yr Idols
Albums de Sonic Youth
Confusion Is Sex
(1983) Sonic Death
(1984)
Kill Yr Idols est un EP du groupe Sonic Youth. Il est sorti en 1983 sur Zensor, puis a été réédité en tant que bonus de Confusion Is Sex en 1995. L'EP a la même pochette que Confusion Is Sex, sauf que les couleurs changent ; on y retrouve d'ailleurs deux morceaux de l'album : Protect me You et Shaking Hell.

## Liste des titres
Face A
1. Protect me You – 5:28
2. Shaking Hell – 4:06
3. Shaking Hell (Live) – 3:15

Face B
1. Kill yr Idols – 2:51
2. Brother James – 3:17
3. Early American – 6:07

## Composition du groupe
- Kim Gordon - Basse/Chant
- Thurston Moore - Guitare/Chant
- Lee Ranaldo - Guitare
- Bob Bert - Batterie sur Kill Yr Idols, Brother James et Early American
- Jim Sclavunos - Batterie sur Protect me You, Shaking Hell et Shaking Hell ( live )